# Ouled Amar (tribu)
Les Ouled Amar (en arabe : أولاد عمار), parfois orthographiée Ammar, est une tribu d'origine arabe présente essentiellement en Algérie qui est arrivée au Maghreb au XIe siècle.

## Dates clés au sein des Arib

### 1803
Mort de Rabah ben Taleb, premier chef des Arib investi par le gouvernement turc. Lui succède Naïli ben Mohammed.

### 1825
Mort de Naïli ben Mohammed. Lui succèdent Lakdar ben Taleb, caïd des Arib, et Ferhat ben Tadjin, cheikh des Ouled Alian.

### 1842
6 octobre :  soumission à la France devant le général Bugeaud et vives protestations face à la nomination du calife Sidi Mohammed ben Mahi-Eddin,.
27 octobre : le khalifa, son frère, 3 aghas et 112 caïds se retrouvent à Alger dans la cour de marbre pour recevoir leur investiture.
13 novembre : par ordonnance royale de Louis-Philippe, roi des Français, les Ouled Amar auront pour agha le caïd Lakhdar ben Thaleb et seront intégrés à l'aghalik des Arib du Hamza, nouvellement crée dans le califat du Sebaou de Sidi Mohammed ben Mahi-Eddin, qui comporte également les quatre autres aghaliks des Beni Seliman, des Beni Djaad, des Kabyles et des Khechanas. L'aghalik des Aribs est composé de cinq grandes fractions tribales : les Ouled Zidan, les Beni Meslem (où sont incorporés les Ouled Amar en sous-fraction), les Ouled Mahia, les Ouled Ghomera et les El Hodban. Dans son ensemble, cet aghalik comprend 25 sous-fractions.

### 1845
30 septembre : les agents d'Ahmed Ben Salem sèment le trouble dans l'esprit des Arib et pillent leurs silos à grains.

### 1846
Début mars : nouvelle soumission, cette fois devant le colonel Mollière qui ne leur accorde qu'un aman provisoire, le temps de paraître devant le gouverneur-général Bugeaud.
18 mars : l'arrière colonne des Arib, menée par l'agha Lakhdar ben Taleb et le cheikh Ferhat ben Tadjin, est attaquée par quinze cavaliers de la tribu des Oulad Driss. L'agha est égorgé, le cheikh s'enfuit et est par la suite nommé agha des Arib,,.

## Organisation et famille
La tribu des Ouled Amar, dans son ensemble, est une unité politique et administrative traditionnelle unique gérée par des hommes de la tribu. Elle est divisée en trois fractions scindées en douars. Chaque douar est dirigé par un cheikh et composé de plusieurs chefs de tentes de sa propre famille (enfants, proches parents, alliés et fermiers). Les douars des trois fractions ci-après ont des liens de parenté et partagent un même ancêtre tribal (Amar).

## Composition tribale des Ouled Amar en 1863
Composition tribale des Ouled Amar en 1863.

### Fraction et douar Bachir ben Tahar (40 chefs de tentes)
Bachir ben Tahar (cheikh, chef et président de la djéma'a du douar et membre de la djéma'a des Arib).
Si Salah ben Mohammed (membre de la djéma'a du douar).
El-Amri ben Ali (membre de la djéma'a du douar).
Ali ben Mohammed (membre de la djéma'a du douar).
Messaoud ben Ohman (membre de la djéma'a du douar).

### Fraction Tayeb ben Thabet - Douar Sliman ben Daïf (49 chefs de tentes)
Tayeb ben Thabet (cheikh, Président de la djéma'a du douar et membre de la djéma'a des Arib).
Sliman ben Daïf (chef et membre de la djéma'a du douar).
Lakhdar ben Gharalla (membre de la djéma'a du douar).
Mohammed ben Abid (membre de la djéma'a du douar).
Kheloufi ben Abdeli (membre de la djéma'a du douar).

### Fraction Djifal ben Moussa - douar Sadaoui ben Ali (33 chefs de tentes)
Djifal ben Moussa (cheikh et Président de la djéma'a du douar).
Sadaoui ben Ali (chef et membre de la djéma'a du douar).
Bou Ghera ben Kacem (membre de la djéma'a du douar).
Bel Kacem ben Saïdi (membre de la djéma'a du douar).
Ali ben Aïssa (membre de la djéma'a du douar).

## Personnalités issues des Ouled Amar
Sidi Mohammed ben Daïf : petit-fils de Tayeb ben Thabet (cheikh, président de la djéma'a du douar du même nom et membre de la djéma'a des Arib) et frère de Sliman ben Daïf (chef et membre de la djéma'a du douar Tayeb ben Thabet).